# 진린구
진린구(한국어: 금림구, 중국어: 金林区, 병음: Jīnlín Qū)는 중화인민공화국 헤이룽장성 이춘 시의 행정구역이다.

## 행정 구역
河东社区, 河西社区, 繁荣社区, 铁西社区, 三公里社区, 钢城社区, 松胜社区, 强达社区, 白林社区, 苔青社区, 爱民社区, 新建社区, 育林社区, 文明社区, 金山社区, 白山林场, 丰岭林场, 丰林林场, 丰沟经营所, 丰茂林场, 横山经营所, 丰丽林场, 大昆仑经营所, 小昆仑林场, 育林经营所